# Ripipteryx biolleyi
Ripipteryx biolleyi är en insektsart som beskrevs av Henri Saussure 1896. Ripipteryx biolleyi ingår i släktet Ripipteryx och familjen Ripipterygidae. Inga underarter finns listade i Catalogue of Life.

## Bildgalleri

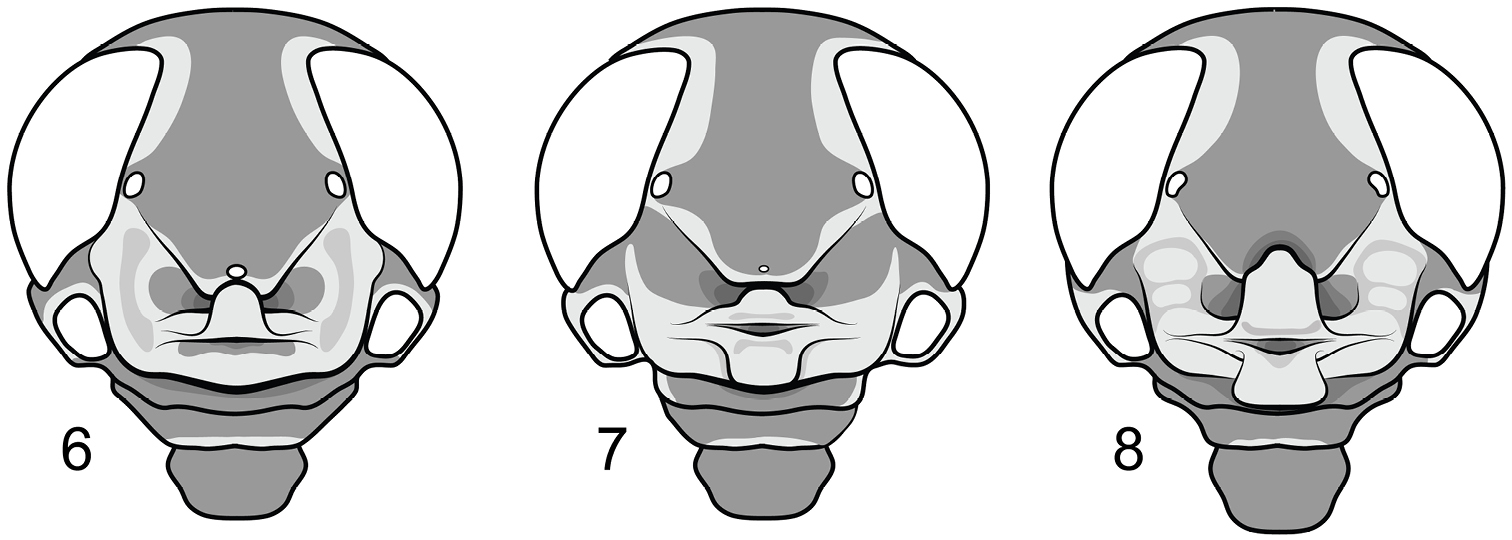